# Gemeinsame Geschäftsordnung der Bundesministerien
| Basisdaten                                            | Basisdaten                                        |
| ----------------------------------------------------- | ------------------------------------------------- |
| Titel:                                                | Gemeinsame Geschäftsordnung der Bundesministerien |
| Abkürzung:                                            | GGO                                               |
| Verkündungstag:                                       | 30. August 2000 (GMBl. S. 526 (Nr. 28))           |
| Inkrafttreten:                                        | 1. September 2000                                 |
| Letzte Änderung durch:                                | Beschl. vom 15.05.2024 (GMBl 2024 Nr. 19, S. 386) |
| Inkrafttreten der letzten Änderung:                   | 1. Juni 2024                                      |
| Weblink                                               | Text der GGO                                      |
| Bitte beachten Sie den Hinweis zur geltenden Fassung! |                                                   |

Die Gemeinsame Geschäftsordnung der Bundesministerien (GGO) ist die Geschäftsordnung, die die Organisation und die Verfahren innerhalb der deutschen Bundesministerien, der Ministerien untereinander sowie ihre Zusammenarbeit mit den anderen Verfassungsorganen regelt. Zudem gibt sie das Verfahren zur Erarbeitung von Gesetzesentwürfen der Bundesministerien (siehe auch Regierungsentwurf) vor.
Die derzeit aktuelle GGO wurde von der Bundesregierung in der Kabinettssitzung vom 26. Juni 2000 im Rahmen des Programms Moderner Staat – Moderne Verwaltung beschlossen und ist seit dem 1. September 2000 in Kraft. Sie ist ein Schritt zur Deregulierung und zum Bürokratieabbau und ersetzt die im Laufe der Zeit durch zahlreiche Ergänzungen, Anpassungen und Erweiterungen in ihrem Umfang stets angewachsene und schwer handhabbar gewordene bis dahin gültige GGO, die aus der GGO I (Allgemeiner Teil) und der GGO II (Besonderer Teil) bestand. Zudem ersetzt sie auch die Empfehlung zur Nutzung elektronischer Kommunikationssysteme unter Berücksichtigung der Gemeinsamen Geschäftsordnung I, die ebenfalls außer Kraft trat. Die neue GGO wurde von einer interministeriellen Arbeitsgruppe unter Leitung des Bundesministeriums des Innern erarbeitet und 1999 als erster Entwurf vorgelegt. Dieser wurde in Zusammenarbeit mit allen Ressorts überarbeitet und in der schließlich entstandenen Fassung vom Kabinett verabschiedet und im Gemeinsamen Ministerialblatt veröffentlicht.
Die GGO ist in sieben Kapitel (Allgemeines; Organisationsgrundsätze; Aufbauorganisation; Führung, Arbeitsablauf; Zusammenarbeit; Rechtsetzung; Schlussbestimmungen) unterteilt und beinhaltet elf Anlagen.
Anlage 2 zu § 13 Abs. 2 GGO enthält beispielsweise Regelungen, in welcher Tintenfarbe Geschäftsgangsvermerke in Schriftstücken zur Markierung der Hierarchie angebracht werden.

## Änderungen
Um mehr Bürgernähe und Transparenz zu schaffen, regelt § 7 Abs. 4 GGO, dass die Bundesministerien ihren organisatorischen Aufbau (Geschäftsverteilungsplan, Organigramm) zu veröffentlichen haben. Eine ähnliche, alle Bundesbehörden betreffende Soll-Vorschrift findet sich in § 11 Abs. 2 und 3 des seit dem 1. Januar 2006 rechtskräftigen IFG.
Bundesministerien und nachgeordnete Behörden eines Bundesministeriums eines anderen Geschäftsbereiches können nun unmittelbar zusammenarbeiten (§ 26 Abs. 1 Satz 1 GGO; siehe auch Fayolsche Brücke) und müssen nicht mehr wie bisher den Weg über das jeweilige Bundesministerium (Einliniensystem) nehmen. Durch diese Neuregelung werden die Kommunikationswege verkürzt.
Bisher im besonderen Teil der GGO (GGO II) enthaltene Detailvorschriften zur Rechtsförmlichkeit sind unter Verweis auf das vom Bundesministerium der Justiz herausgegebene Handbuch zur Rechtsförmlichkeit (§ 42 Abs. 4 GGO) weggefallen. Neu eingeführt wurden die Regelungen zur durchzuführenden Gesetzesfolgenabschätzung (§ 44 GGO). Siehe auch Gesetzgebungslehre.
Zudem schuf die neue GGO auch die Voraussetzungen, um Gesetzesvorhaben im Internet zur Diskussion zu stellen (§ 48 Abs. 3 GGO).
Seit 2006 regelt die GGO auch die Zusammenarbeit mit dem Normenkontrollrat der Bundesregierung.
Die Bundesregierung hat am 17. August 2011 die Änderung der GGO beschlossen.
Die zum 1. September 2011 in Kraft getretenen Änderungen zielen vor allem darauf ab, das gesetzlich erweiterte Mandat des Nationalen Normenkontrollrats in der GGO abzubilden. Zukünftig wird für neue Regelungsvorhaben der Bundesregierung der gesamte Aufwand abgeschätzt und ausgewiesen, der Bürgerinnen und Bürgern, Wirtschaft und Verwaltung aus der Befolgung entsteht (Erfüllungsaufwand). Das geht über die Informationspflichten hinaus. Der Aufbau des Vorblatts, das Regelungsvorhaben vorangestellt wird, hat sich dadurch ebenfalls geändert. Mit der Änderung wird zudem ein Beschluss der Gemeindefinanzkommission zur privilegierten Beteiligung und Anhörung der kommunalen Spitzenverbände umgesetzt.